# Sender Freinberg
Der Sender Freinberg ist eine Rundfunksendeanlage im statistischen Bezirk Freinberg in Linz. Der interne Name des Senders lautet: LINZ2.

## Geschichte
Er wurde 1928 als Mittelwellensender ins Leben gerufen und benutzte bis 1936 eine T-Antenne, welche an zwei 45 Meter hohen Stahlfachwerkmasten aufgehängt war.
1936 wurde diese Antenne durch einen 165 Meter hohen, gegen Erde isolierten, abgespannten Stahlfachwerk-Sendemast ersetzt. Es handelte sich seinerzeit nicht nur um den höchsten Antennenmast, sondern auch um das höchste Bauwerk in Österreich. Über den neuen Mast strahlte der neue Großsender Linz ab 26. Jänner 1936 sein Programm aus.
Im Zuge von Umstellungen der Sendefrequenz wurde dessen Höhe 1950 auf 120 Meter reduziert und 1957 wieder auf 146 Meter erhöht. 1965 wurden die Sendegeräte erneuert. Nachdem die Ausstrahlung von Hörfunkprogrammen über UKW die Mittelwelle weitgehend verdrängt hat, wurde der Sendemast nur noch als Träger für UKW und Fernsehantennen genutzt.
Im Zeitraum von April bis August 2008 wurde der bestehende bereits 80 Jahre alte Sendemast zunächst um rund 20 Meter gekürzt und neben dem alten Sendemast ein neuer errichtet. Nach Inbetriebnahme der neuen Sendeanlage wurde der alte Mast schließlich abgebaut. Der neue 127 Meter hohe Mast dient nur als Antennenträger, eine Funktion als selbststrahlender Sendemast ist nicht mehr vorgesehen.

## Infrastruktur
Der Eigentümer, ORF/ORS, sendet von hier die DVB-T2-Programme für den Großraum Linz (siehe Tabelle unten). Über die gleiche Antennenanlage wurde auch das DVB-H-Angebot der Media Broadcast gesendet. Seit 2008 wird der Sender auch von Privatradio genutzt. Die früher an diesem Standort genutzten Zweit-UKW-Frequenzen des ORF wurden von den Privatsendern Welle 1 und Radio Austria auf den nahegelegenen Freinberg Rotkreuz-Sendemasten umkoordiniert. 
Weiters befinden sich auf dem Mast Sendeanlagen und Richtfunksysteme von Mobilfunkbetreibern sowie diverse andere Funkdienste.
In dem Gebäude neben dem Sendemasten befindet sich die Funküberwachung Linz, eine Dienststelle des BMVIT, die früher zur PTV (Post), der heutigen Telekom Austria, gehörte. Hier waren früher auch andere Dienststellen der PTV untergebracht, die sich mit Funktechnik beschäftigten, aus denen später z. B. die Mobilkom Austria hervorging. Am Dach befinden sich zahlreiche Peil- und Messantennensysteme der Funküberwachung. Am Gelände der Funküberwachung befindet sich auch eines der Abspannfundamente des Senders (neben Haupteingang).

## Frequenzen und Programme

### Digitales Fernsehen (DVB-T2)
Vor der Umstellung wurde in DVB-T/DVB-H auf folgenden Frequenzen gesendet.
| Multiplex | Standard | Kanal         | Programme im Bouquet                                    | ERP    | Polarisation |
| --------- | -------- | ------------- | ------------------------------------------------------- | ------ | ------------ |
| MUX A     | DVB-T    | K43 (650 MHz) | ORF 1, ORF 2 (Oberösterreich und Niederösterreich), ATV | 5 kW   | vertikal     |
| MUX B     | DVB-T    | K37 (602 MHz) | Puls 4, ORF SPORT +, 3sat, Servus TV, RedBull TV        | 3,2 kW | vertikal     |
| MUX D     | DVB-H    | K45 (666 MHz) | Diverse Programmpakete                                  | 6,3 kW | vertikal     |

### UKW-Programme
| Frequenz  | Radiosender                 | RDS-PS            | Senderlogo | PI-Code               | Sendemast | ERP     |
| --------- | --------------------------- | ----------------- | ---------- | --------------------- | --------- | ------- |
| 89,2 MHz  | oe24 Radio (Oberösterreich) | OE_24___          |            | A3E0/ A7E0 (regional) | Rk        | 0,2 kW  |
| 91,8 MHz  | Welle 1 (Oberösterreich)    | 'WELLE_1          |            | A759                  | Rk        | 0,3 kW  |
| 102,0 MHz | radio 88.6 Oberösterreich   | *_88.6_*          |            | AC47/ A747 (regional) | ORS       | 2 kW    |
| 105,0 MHz | Radio FRO                   | *Radio*_/*_FRO_*_ |            | A751                  | Linz3     | 0,63 kW |

## Bilder

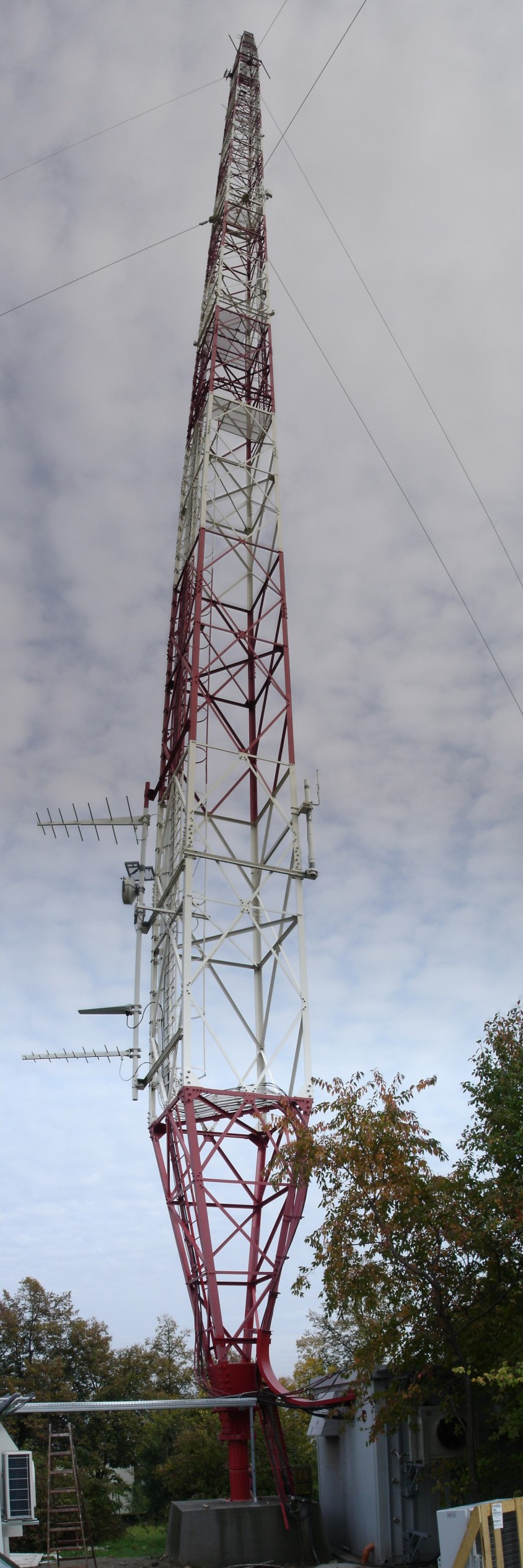
Antennenmast Freinberg im Oktober 2007.
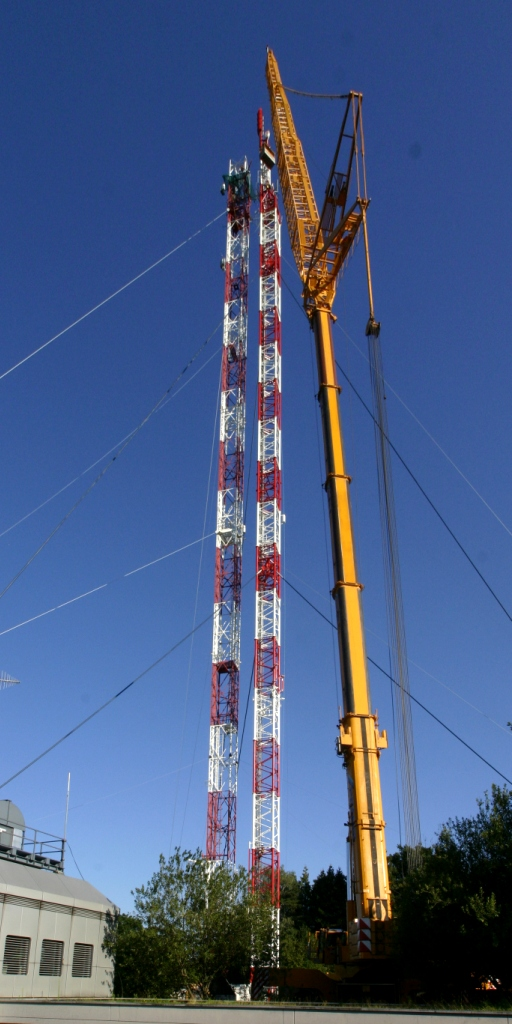
Masttausch im August 2008
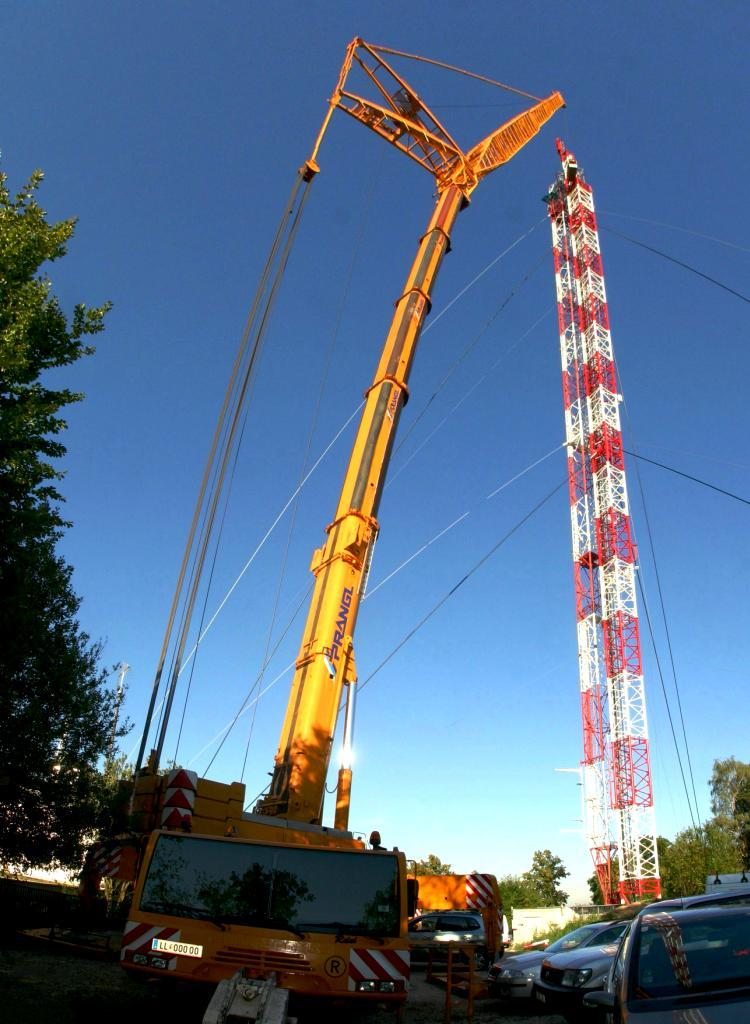
Masttausch im August 2008
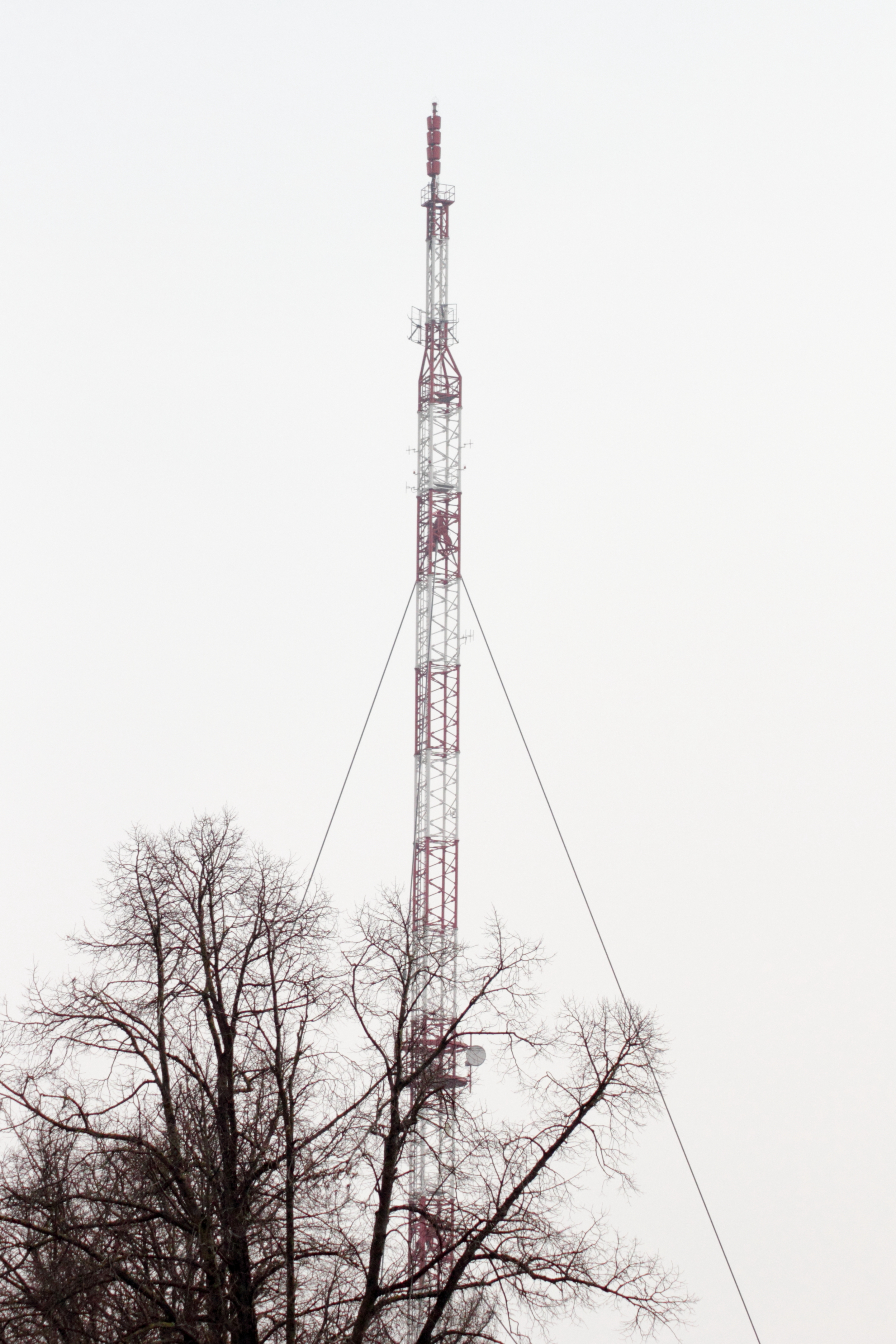
Neuer Mast im März 2012